# 腺炬燈魚
腺炬灯鱼（学名：Lampadena dea）为輻鰭魚綱燈籠魚目灯笼鱼科的其中一種。分布于東南大西洋海域，為深海魚類，棲息深度可達1500-2390公尺，體長可達8.9公分。

## 扩展阅读
維基物種上的相關：腺炬灯鱼